# Шойгу Лариса Кужугетівна
Лари́са Кужуге́тівна Шойгу́ (рос. Лариса Кужугетовна Шойгу, тув. Лариса Кужугетовна Шойгу; 21 січня 1953 , Чадан, Тувинська Автономна Область, СРСР  — 10 червня 2021 , Москва ) ― російська політична діячка та лікарка тувинського походження, член керівної партії «Єдина Росія», депутатка Державної думи V, VI та VII скликань (2007—2021). Сестра колишнього міністра оборони РФ Сергія Шойгу.
ЇЇ батько ― радянський партієць, секретар тувинського обласного комітету КПРС, перший заступник голови Ради міністрів Тувинської АРСР Кужугет Серейович Шойгу.
1977 року закінчила Томський медичний інститут. Працювала у тувинській психіатричній лікарні, а згодом — у Міністерстві охорони здоров'я республіки. Шойгу отримала звання «Заслужений лікар Росії».
Померла 10 червня 2021 року від інсульту, спричиненого коронавірусною хворобою 2019.

## Життєпис
Народилася 21 січня 1953 року в Чадані. Закінчила Кизильську школу № 1 1970 року. Сестра міністра оборони Російської Федерації Сергія Шойгу. Закінчила Томський медичний інститут 1977 року.
Працювала лікаркою-психіатром у Туві. З 1976 до 1998 року працювала в Тувинській республіканській психіатричній лікарні. Пройшла шлях від простої лікарки до заступниці головного лікаря з лікувальної роботи. З 1998 року — перша заступниця міністра охорони здоров'я Республіки Тува. Була судовим психіатром, головою судово-психіатричної комісії. Займалася китайською медициною. Отримала звання «Заслужений лікар Росії».
Наприкінці 1998 року переїхала в Москву. 1999 року влаштувалася до центральної поліклініки МНС Росії в Москві, на посаду лікарки-рефлексотерапевтки. З 2000 до 2007 — заступниця начальника страхової медицини центральної поліклініки МНС Росії в Москві.
Член партії «Єдина Росія» з 2005 року. Незадовго до парламентських виборів Лариса змінила прізвище чоловіка — Фламенбаум, на своє дівоче. 2 грудня 2007 року обрана депутаткою Державної думи Федеральних зборів Російської Федерації V скликання в складі федерального списку кандидатів, висунутого Всеросійською політичною партією «Єдина Росія». Входила до фракції «Єдина Росія», членом комітету Державної думи з охорони здоров'я.
4 грудня 2011 року обрана депутатом Державної думи VI скликання в складі федерального списку «Єдиної Росії», була заступницею голови думського комітету з Регламенту та організації роботи Державної думи.
На парламентських виборах 2016 року була включена в регіональний партійний список Єдиної Росії по Красноярському краю і республіці Тува та обрана до Державної думи VII скликання за федеральним списком «Єдиної Росії».
13 квітня 2018 року стала однією з ініціаторів законопроєкту № 441399-7 «Про заходи впливу (протидії) на недружні дії Сполучених Штатів Америки та (або) інших іноземних держав», у пункті 15 другої статті якого пропонується ввести заборону або обмеження ввезення на територію РФ ліків, вироблених у США або інших іноземних державах. Законопроєкт розкритикувала низка громадських організацій, комітет Ради Федерації зі соціальної політики й комітету Держдуми з міжнародних справ. У травні 2021 року перемогла в попередньому голосуванні «Єдиної Росії» з відбору кандидатів на вибори в Держдуму від Туви за партійним списком.
Померла 10 червня 2021 року в Москві від інсульту, викликаного Covid-19. З огляду на кончину депутатки 11 червня оголошено днем жалоби в Республіці Тива.

## Законотворча діяльність
З 2007 до 2021 року, протягом виконання повноважень депутатки Державної Думи V, VI та VII скликань, виступила співавторкою 17 законодавчих ініціатив та поправок до проєктів федеральних законів.

## Родина
- Батько — Кужугет Серейович Шойгу (24 вересня 1921 — 1 грудня 2010), перший заступник голови Ради Міністрів Тувинської АРСР[15].
- Мати — Олександра Яківна Шойгу (до шлюбу Кудрявцева; 1924–2011). У 1970-х працювала керівницею планового відділу Міністерства сільського господарства республіки. Неодноразово обиралася депутаткою тувинської обласної Ради народних депутатів. 1979 року вийшла на пенсію.
- Єдинокровна сестра — Світлана (тувинське ім'я Санчат), дочка батька від першого шлюбу, працювала телефоністкою в селищі Туран. У неї троє дітей: Любов Киргисівна — директор Тарлагської школи, Алевтина Хулер-оолівна — глава адміністрації села Тарлаг, Валерій Кизил-оолович — глава адміністрації села Аржаан.
- Молодший брат — Сергій Кужугетович Шойгу (нар. 21 травня 1955), міністр оборони Російської Федерації.
- Молодша сестра — Ірина Кужугетівна Захарова (до шлюбу Шойгу; нар. 1960), лікарка-психіатриня, після закінчення Томського медичного інституту одружилася, жила в Саяногорську, Абакані. З середини 1990-х років проживає в Москві. Одружена.
- Чоловік — Костянтин Якубович Фламенбаум (1948–2017), хірург.
  - Син — Олександр Костянтинович Фламенбаум (нар. 1975), юрист, гендиректор фінансово-інвестиційної компанії. Одружений, є син і дочка.
    - Онук — Микита Олександрович Фламенбаум (нар. 1999).
    - Онука — Марія Олександрівна Фламенбаум (нар. 25 вересня 2008).

## Нагороди
- Заслужений лікар Російської Федерації;
- Орден Дружби;
- Почесний знак Державної думи «За заслуги в розвитку парламентаризму»;
- Почесна грамота Державної думи;
- Нагрудний знак МНС Росії «За заслуги».